# Drive Angry
Drive Angry (bra: Fúria sobre Rodas; prt: Destino Infernal) é um filme de ação estrelado por Nicolas Cage e Amber Heard. O filme foi lançado nos Estados Unidos dia 25 de fevereiro de 2011 e no Brasil dia 1 de abril de 2011 em 3D.

## Sinopse
Milton (Nicolas Cage) se envolveu com pessoas erradas no passado, foi parar no inferno e acabou tendo sua filha assassinada.
Agora, sua neta está nas mãos do líder da mesma seita satânica. Chegou a hora de Milton retornar do mundo das trevas para tentar salvá-la e, quem sabe, ter a sua redenção...
Em sua jornada para descobrir o paradeiro da criança, ele conhece Piper (Amber Heard), uma garçonete boa de briga e em busca de aventura.
Era o que ele precisava para enfrentar seus inimigos e ainda driblar O Auditor (William Fichtner) um fiel súdito do diabo, disposto a tudo para levá-lo de volta para o príncipe da escuridão...

## Elenco
- Nicolas Cage .... Milton[5]
- Amber Heard .... Piper[6]
- William Fichtner .... O Auditor[7]
- Katy Mixon .... Norma Jean[8]
- David Morse .... Webster[9]
- Billy Burke .... Jonah King[10]
- Christa Campbell .... Mona Elkins[11]
- Charlotte Ross .... Candy[12]
- Tom Atkins[13]
- Bryan Massey[14]
- James Hébert[15]
- Brent Henry .... Teen
- Kendrick Hudson .... Burly
- Simone Williams .... Leopard Lady[16]

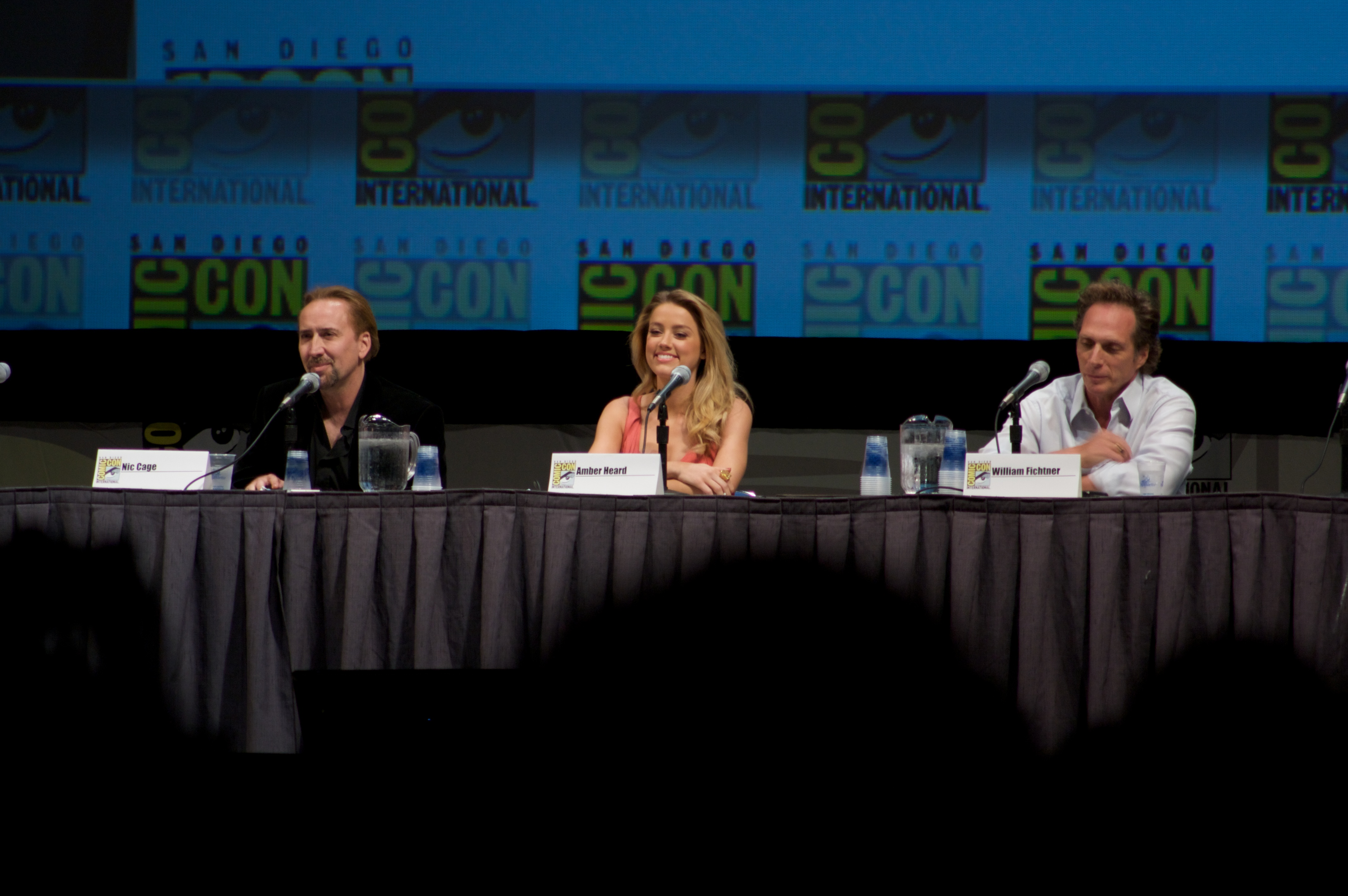
Os atores Nicolas Cage, Amber Heard e William Fichtner, no Comic-Con 2010.

- Kenneth Wayne Bradley .... Homem de Peruca

## Produção
Foi filmado em 3D, e os efeitos especiais foram criados por Gary Tunnicliffe.

## Lançamento
Foi lançado nos EUA em 25 de fevereiro de 2011. Estreou em 23 de julho de 2010 na San Diego Comic-Con.

### Recepção
Recebeu críticas mistas. Detém uma classificação de 45% do site Rotten Tomatoes. James Kendrick declarou que o filme é "alto, vicioso, insípido e vazio". Então afirmou que "troveja em você de todas as direções com um abandono selvagem que é mais irritante e desesperado do que animador. Mark Jenkins do Washington Post comentou que "Mesmo com as cenas mais chocantes, porém, o filme é pobre em enredo".
Apesar das críticas negativas, houve outras positivas de alguns críticos. Elizabeth Weitzman do New York Daily News declarou 'Drive Angry é suspense puro, tão comprometido com sua própria junkiness que é, a seu modo, um prazer de se ver".

### Bilheteria
O filme é considerado um fracasso comercial, tendo estreado em nono lugar com $ 1,6 milhões na estreia, um fraco desempenho em relação aos $5 milhões esperados. Drive Angry teve a estreia mais baixa de um filme em 3D lançado em mais de 2.000 cinemas dos EUA. Foi ligeiramente bem-sucedido nos cinemas internacionais faturando $26,129,852, mas ainda não foi capaz de superar seu orçamento.